# لتسه
لتسه (به صربی: Lece) یک منطقهٔ مسکونی در صربستان است که در مدوجا واقع شده‌است. لتسه ۳۴۷ نفر جمعیت دارد.